# Markus Grosskopf
Markus Grosskopf (Hamburgo, Alemania Occidental, 21 de septiembre de 1965) es un músico alemán, conocido por ser el bajista y un miembro fundador de la banda de power metal alemana Helloween, labor por la que ha sido reconocido como uno de los mejores bajistas de hard rock y metal de todos los tiempos. Junto con el guitarrista Michael Weikath, son los únicos miembros constantes en la banda desde su fundación en 1984.

## Biografía
Grosskopf comenzó a tocar el bajo a la edad de 15, cuando hizo amigos con un baterista y un guitarrista, ellos estaban buscando a un bajista así que se compró su primer bajo y comenzó a tocar con versiones de The Sex Pistols, Ramones y de otros. Después de un tiempo decidió irse de la banda con la esperanza de encontrar una banda más pesada, y con más oportunidades de tocar en vivo. Ahí fue cuando se contactó con Kai Hansen y su banda “Second Hell”, con quienes comenzó a tocar. Luego, a la banda se le unió un guitarrista del grupo “Powerfool” llamado Michael Weikath y más adelante adoptaron el nombre de Helloween con su formación original: Kai Hansen (guitarra/voz), Michael Weikath (guitarra), Markus Großkopf (bajo) e Ingo Schwichtenberg (batería).
Grosskopf ha estado tocando en Helloween desde los inicios de la banda, habiendo sido el, junto a Michael Weikath, los únicos miembros originales que quedaban hasta 2016, cuando se anunció la reincorporación de Kai Hansen como miembro oficial para realizar el Pumpkins United World Tour.

### Proyectos fuera de Helloween
Su primer proyecto solista o fuera de Helloween es Shockmachine y lanzaron su primer álbum "Shockmachine" en 1998, también toca bajo en Tobias Sammet (Edguy) Avantasia Partes 1 y 2, también como la versión dispuesta de los miembros de Uriah Heep de Salisbury y la banda Kickhunter quienes lanzaron su álbum debut "Hearts and Bones" en el cual Markus tomó el rol de bajista y productor.

## Estilo de tocar
Markus es un bajista de gran virtuosismo. Su estilo de tocar se ha caracterizado por tener líneas de bajo muy complejas y solos. Bassinvaders (también conocida como Markus Grosskopf's Bassinvaders) es una banda de metal experimental creada por Markus Grosskopf, destacada por estar compuesta de varios bajistas y no incluir ninguna guitarra convencional de 6 cuerdas, ya sea eléctrica o acústica. Hellbassbeaters es el primer y único trabajo de estudio de este supergrupo, lanzado en el año 2008. Las canciones fueron compuestas por Markus Grosskopf, junto a bajistas como Tom Angelripper, Marcel Schmier y Peter "Peavy" Wagner.

## Equipamiento

### Amplificadores
- Ampeg SVT 400 Watt
- Ampeg SVT 8/10"

### Bajos
- Dommenget Telecaster Custom Bass
- Fender Precision Bass